# Adalgisus
Adalgisus, auch Algisus genannt, († um 670) war ein Priester, der in der Landschaft Thiérache lebte und als ein Heiliger der katholischen Kirche betrachtet wird. Sein Fest wird am 2. Juni und in einigen Gegenden am 10. Juli begangen.
Adalgisus wurde in Irland als Sohn einer sowohl vornehmen als auch frommen Familie geboren. Er war entgegen einigen Überlieferungen nicht Mitglied einer königlichen Familie. Bereits früh begab er sich zu dem schottischen Bischof Furseus und wurde von diesem zum Priester geweiht. Von Schottland aus begab er sich in das heutige Frankreich und erhielt dort die königliche Erlaubnis im Wald von Tierache an der Stelle eine Klosterzelle zu errichten, an der Wasser hervorgequollen sein soll, als er einen Stab in den Boden stieß. In der Folge des bereits zu Lebzeiten ihn umgebenden Rufes der Heiligkeit zog er erhebliche Menschenmengen an. Adalgisius soll von einer Wallfahrt nach Rom Reliquien mitgebracht haben. Etwa 670 starb er.
970 wurden seine sterblichen Überreste in einem dem Erzengel Michael geweihten Kloster im Bistum Laon überführt, lediglich ein Arm gelangte in die Abtei von Maroilles.